# Ла-Верпийер
Ла-Верпийер (фр. La Verpillière) — коммуна во Франции, находится в регионе Рона — Альпы. Департамент коммуны — Изер. Входит в состав кантона Ла-Верпийер. Округ коммуны — Ла-Тур-дю-Пен.
Код INSEE коммуны — 38537. Население коммуны на 2012 год составляло 6528 человек. Населённый пункт находится на высоте от 205 до 305 метров над уровнем моря. Муниципалитет расположен на расстоянии около 420 км юго-восточнее Парижа, 28 км юго-восточнее Лиона, 70 км северо-западнее Гренобля. Мэр коммуны — Patrick Margier, мандат действует на протяжении 2014—2020 гг.
Динамика населения (INSEE):